# Sphiggurus pruinosus
Sphiggurus pruinosus is een zoogdier uit de familie van de stekelvarkens van de Nieuwe Wereld (Erethizontidae). De wetenschappelijke naam van de soort werd voor het eerst geldig gepubliceerd door Thomas in 1905.

## Voorkomen
De soort komt voor in Colombia en Venezuela.